# Tornjevi Napulja
Napuljski tornjevi (tal. guglia; množina guglie) su monumentalni stupovi u povijesnom središtu grada Napulja, u Italiji.
Ovi stupovi kuge izgrađeni su kako bi proslavili kraj ili izbavljenje od kuge. Stupovi se također mogu nazvati zavjetnim marijanskim stupovima i stupovima Svetog Trojstva, a također se mogu povezati s nepogodama koje nisu kuge poput potresa ili erupcija, ili jednostavno očituju vjeru, pomirenje ili iskupljenje. Stupovi su općenito nazvani po religijskoj zavjetnoj ikoni na vrhu. Većina preostalih stupova izgrađena je u katoličkim zemljama diljem Europe u 17. i 18. stoljeću. Njihova naglašena kitnjastost je karakteristika baroke arhitekture. U Napulju, kronološkim redoslijedom datuma završetka, mogu se pronaći tri glavna tornja, kako slijedi:
| Tornjevi (Guglie) Napulja   | Tornjevi (Guglie) Napulja    | Tornjevi (Guglie) Napulja                |
| --------------------------- | ---------------------------- | ---------------------------------------- |
|                             |                              |                                          |
| San Gennaro, autor: Fanzago | San Domenico, autor: Fanzago | Immacolata, autori: Bottiglieri i Pagano |

- Toranj San Gennara (započet 1636., dovršen 1650.) na trgu posvećenom kardinalu Sisto Riario Sforza. Djelo je Cosima Fanzaga, možda najvećeg arhitekta napuljskog baroka. Toranj je podignut kako bi se proslavilo izbavljenje grada od velikog potresa 1631.
- Toranj San Domenica (započet 1656., dovršen 1737.) nalazi se na trgu San Domenico Maggiore. Ime se odnosi na svetog Domenika di Guzmana, utemeljitelja dominikanskog reda. Toranj je započet nakon kuge 1656.; dizajner je ponovno bio Fanzago. Radove je poduzeo kraljevski arhitekt Francesco Antonio Picchiati, čija je briga za dokumentiranje i očuvanje ruševina starog rimskog grada Neapolisa ispod lokacije uzrokovala obustavu izgradnje 1680. godine. Do tada je toranj dosegao samo polovicu svoje sadašnje visine. Tek 1737. godine, gugliju je dovršio arhitekt Domenico Antonio Vaccaro, pod pokroviteljstvom Karla III., prvog burbonskog monarha Napulja. Po definiciji, ovaj toranj je jedini pravi "stup kuge" od tri.
- Toranj Bezgrješne Djevice (započet 1747., dovršen 1750.) koji se nalazi u središtu Piazze of Gesù Nuovo. Podignuta je pod Karlom III. Rekao je da bi ljudi trebali imati načina da se dive kipu Bezgrješne Djevice bez da moraju ići u crkvu Gesù Nuovo, gdje je kip stajao. Isusovac Francesco Pepe odbio je kraljevsko pokroviteljstvo i financirao izgradnju tornja javnim donacijama. Toranj je dizajnirao Giuseppe Genoino, a glavni kipari bili su Matteo Bottiglieri i Francesco Pagano. Bogati ukrasi tornja utjelovljuju napuljsku baroknu skulpturu. Gradnja je bila olakšana postojanjem već postojećeg spomenika na tom mjestu, konjaničke statue Filipa V. od Španjolske, koji je djelomično uništen 1707. godine kada je vladavina španjolskih potkraljeva završila.

## Ostali tornjevi
- Toranj Portosalva
- Toranj Villa Comunale
- Tornjevi Mercatovog trga
- Toranj Materdeija
- 3 od 9 tornjeva na trgu Giuseppea Vittoria
- Toranj San Gaetana
- Moderni toranj: Scipione Ammirato.
- Toranj Salvator Rosa